# Pluto's Kiss
Pluto's Kiss (冥王の口づけ) er en virus i .hack's fiktive univers.
Den 24. december 2005 brød samtlige netværkskommunikationskontrolsystemer og computere over hele verden, der var opkoblet til Internettet, som ikke kørte med Altimit OS, sammen og lukkede ned.
Det globale netværk vente tilbage efter 77 minutter. Men det kaos det midlertidige svigt medførte fik USA's "atom-forsvar og automatisk modangreb"'s systemer til at opleve en systemfejl, der armerede dem. De blev dog stoppet i tide, og en eventuel atom-krise blev hindret. Præsident Jim Stonecold trak sig fra præsidentposten i januar 2006, efter at have fået det fulde ansvar for katastrofen.
Hele denne begivenhed viste den skrøbelige natur af verdens internet. Derfor samledes de Forenede Nationer's World Network Council (WNC) endnu engang til møde. Her beslutter de, at alt internet bliver begrænset sådan, at det kun er beregnet til vigtige ting der involvere verdens regeringerne, og forretninger.
Da Altimit OS var det eneste OS der fuldkommen undgik at tage skade af virussen, blev det hurtigt populært blandt folk. Og i 2007 sørger WNC for at lave en lov der påkræver at alle computere bruger det, og derved bliver Altimit OS til det nye verdensudbredte standart OS. Den officielle begrundelse for denne lov, gik på at det var "Virtuelt immun mod alle virus".
Det blev senere opdaget at det var en 10-årig dreng fra Los Angeles, Californien, der stod bag den forfærdelige virus.

## Se Også
- .hack